# استان آینارو
بخش اینارو (به لاتین: Ainaro District) یک منطقهٔ مسکونی در تیمور شرقی است که در تیمور شرقی واقع شده‌است.

## خصوصیات
بخش اینارو ۸۰۴ کیلومترمربع مساحت و ۵۹٬۳۸۲ نفر جمعیت دارد.